# Јужна Кореја на Светском првенству у атлетици на отвореном 2015.
Јужна Кореја је учествовала на Светском првенству у атлетици на отвореном 2015. одржаном у Пекингу од 22. до 30. августа петнаести пут, односно учествовала је на свим првенствима до данас. Репрезентацију Јужне Кореје представљало је 12 такмичара (8 мушкараца и 4 жене) који су се такмичили у 7 дисциплина (5 мушких и 2 женске).,
На овом првенству Јужна Кореја није освојила ниједну медаљу али су остварена два најбоља лична резултата сезоне.

## Учесници
| Мушкарци: - Kukyoung Kim — 100 м - Si-Hwan Noh — Маратон - Seung-Yeop Yu — Маратон - Ким Хјун-суб — 20 км ходање - Choe Byeong-kwang — 20 км ходање - Byun Young-jun — 20 км ходање - Park Chil-sung — 50 км ходање - Ким Ток-Хјон — Троскок | Жене: - Seongeun Kim — Маратон - Goeun Yeum — Маратон - Yeongeun Jeon — 20 км ходање - Jeong Eun Lee — 20 км ходање |  |

## Резултати

### Мушкарци
| Атлетичар         | Дисциплина   | Лични рекорд | Предтакмичење           | Предтакмичење           | Квалификације                             | Квалификације | Полуфинале           | Полуфинале           | Финале               | Финале       | Детаљи                                      |
| Атлетичар         | Дисциплина   | Лични рекорд | Резултат                | Место                   | Резултат                                  | Место         | Резултат             | Место                | Резултат             | Место        | Детаљи                                      |
| ----------------- | ------------ | ------------ | ----------------------- | ----------------------- | ----------------------------------------- | ------------- | -------------------- | -------------------- | -------------------- | ------------ | ------------------------------------------- |
| Kukyoung Kim      | 100 м        | 10,16 НР     | слободан                | слободан                | 10,48                                     | 7. у гр. 1    | није се квалификовао | није се квалификовао | није се квалификовао | 43 / 68 (71) | Архивирано на веб-сајту (24. новембар 2015) |
| Si-Hwan Noh       | Маратон      | 2:12:51      |                         |                         |                                           |               |                      |                      | 2:32:35              | 39 / 42 (68) |                                             |
| Seung-Yeop Yu     | Маратон      | 2:13:10      | није завршио трку       | није завршио трку       |                                           |               |                      |                      |                      |              |                                             |
| Ким Хјун-суб      | 20 км ходање | 1:19:13 НР   | 1:21:40                 | 10 / 52 (64)            |                                           |               |                      |                      |                      |              |                                             |
| Choe Byeong-kwang | 20 км ходање | 1:21:20      | 1:28:01                 | 45 / 52 (64)            |                                           |               |                      |                      |                      |              |                                             |
| Byun Young-jun    | 20 км ходање | 1:21:42      | дисквалификован 5—10 км | дисквалификован 5—10 км |                                           |               |                      |                      |                      |              |                                             |
| Park Chil-sung    | 50 км ходање | 3:45:55      | 3:56:42 ЛРС             | 35 / 38 (54)            | Архивирано на веб-сајту (29. август 2015) |               |                      |                      |                      |              |                                             |
| Ким Ток-Хјон      | Троскок      | 17,10 НР     |                         |                         | 16,72                                     | 7. у гр. А    |                      |                      | Није се квалификовао | 14 / 27 (28) |                                             |

### Жене
| Атлетичарка   | Дисциплина   | Лични рекорд | Квалификације | Квалификације | Полуфинале                                | Полуфинале | Финале   | Финале       | Детаљи |
| Атлетичарка   | Дисциплина   | Лични рекорд | Резултат      | Место         | Резултат                                  | Место      | Резултат | Место        | Детаљи |
| ------------- | ------------ | ------------ | ------------- | ------------- | ----------------------------------------- | ---------- | -------- | ------------ | ------ |
| Seongeun Kim  | Маратон      | 2:27:20      |               |               |                                           |            | 2:42:14  | 30 / 52 (67) |        |
| Goeun Yeum    | Маратон      | 2:34:41      | 2:46:46       | 41 / 52 (67)  |                                           |            |          |              |        |
| Yeongeun Jeon | 20 км ходање | 1:30:35      | 1:35:48       | 27 / 42 (50)  | Архивирано на веб-сајту (28. август 2015) |            |          |              |        |
| Jeong Eun Lee | 20 км ходање | 1:33:09      | 1:36:52       | 35 / 42 (50)  | Архивирано на веб-сајту (28. август 2015) |            |          |              |        |